# 陶珽
陶珽（1575年6月19日—？），字穉圭，號不退，又號紫闐，自稱天台居士。雲南姚安府官籍浙江省黃岩縣人，明朝政治人物、诗人。

## 生平
早年讀書於白井庵大覺寺，拜可全和尚為師。辛卯雲南乡试第六名举人，萬曆三十八年（1610年）中庚戌科會試二百七十九名，廷试二甲四十八名進士，大理寺观政，初授刑部四川司主事，升福建司员外郎、山西司郎中，四十三年出爲直隸大名府知府，丁忧归。服阕，起補永平府知府，天啓元年（1621年）四月陞按察司副使，管山石二路，改陝西陇右道副使，转山東辽东兵备道，与经略袁崇焕筹粮运饷。官至武昌兵備道。
有詩名，与邢侗齐名，與袁宏道、董其昌、陈继儒等友好。曾重刻陶宗仪《书史会要》、《说郛》等書。
陶珽順治3年重輯陶宗儀編之《謝氏詩源》。

## 家族
曾祖陶朝用；祖陶電，封文林郎、推官；父陶希皐，舉人、知州；母董氏（贈孺人）。嚴侍下。弟三俊（廩生）；三英（庠生）；三達。